# Lip Gloss
Lip Gloss è il primo singolo estratto dall'album di debutto di Lil Mama, VYP: Voice of the Young People.
È stato pubblicato negli Stati Uniti il 19 giugno 2007, ed in Inghilterra il 3 settembre dello stesso anno.

## Video
Il video è stato girato in un liceo, al cui interno Lil Mama balla e canta.
Nella scena iniziale si osserva Lil Mama parlare con sua madre, che le regala un rossetto. Come sottofondo musicale ci sono i piedi dei passanti che pestano la neve a ritmo.
Lil entra nella scuola, e da sola, in fondo al corridoio, inizia a cantare e a ballare con il ritmo delle porte degli armadietti che sbattono. Tutti gli studenti si girano verso di lei per guardarla. Con il rossetto trasforma tre maschi in tre femmine che la seguono insieme ad altre per ballare. Prima Lil Mama balla con femmine e poi con maschi.
Con il rossetto riesce a mettere sul muro un cartellone per essere votata.
Riesce a trasformare uno studente preso in giro da tutti in un bravo ballerino e quest'ultimo sconvolge tutti quanti.
In seguito appare un ragazzo che indossa la spilla di Lil Mama che canta.
Poi, un'altra scena, in cucina con Lil Mama attaccata alla porta che canta e gli altri che con vassoi e posate battono il ritmo. Ad un certo punto si avvicina un tipo a Lil Mama e cerca di prenderle il rossetto ma lei se lo riprende.
Successivamente tutti in palestra a ballare e cantare. Dopo aver visto Lil mama in Tv con due amici la musica smette e cantano tutti insieme con Lil Mama che a sua volta ha in braccio un bambino. La scena cambia completamente e rincomincia la musica con Lil Mama e tre suoi amici che discutono. Lil Mama dopo aver guardato l'orologio si fa interrogare. Presta alla professoressa il suo rossetto e poi ritornano tutti in palestra a cantare. Vicino c'è una ragazzina che salta tra due corde tenute da altre ragazze che la guardano; la ragazzina che canta tiene il ritmo con i piedi. Poi il volume della musica si abbassa e Lil Mama ritorna in macchina con sua madre e le ridà il rossetto.

## Tracce Cd
1. "Lip Gloss" (Album Version)
2. "Lip Gloss" (Full Phat Remix)
3. "Lip Gloss" (Safe Mode Lec Trow Remix)
4. "Girlfriend" (Dr. Luke Mix) (featuring Avril Lavigne)